# Local administrative unit
LAU je zkratka anglického Local administrative unit, tedy místní správní jednotka. Označuje úroveň územní státní správy, která je níže než provincie, kraje a podobné velké správní jednotky.
V Evropské unii (a Švýcarsku) se tak označují jednotky doplňující na nižší úrovni statistickou soustavu NUTS. Mají přitom dva stupně:
LAU 1: dříve označováno jako NUTS 4, jedná se o územní jednotky zahrnující řádově desítky či stovky obcí, jsou užívány v Česku, Estonsku, Finsku, Irsku, Kypru, Litvě, Lotyšsku, Lucembursku, Maďarsku, Maltě, Německu, Polsku, Portugalsku, Řecku, Slovensku, Slovinsku a Spojeném království. V roce 2005 jich v celé EU bylo 3334.
LAU 2: dříve označováno jako NUTS 5, jedná se obce a v Německu též o obcím nepodléhající území. V roce 2005 v celé EU bylo 112 119 jednotek LAU 2.
V následující tabulce jsou pojmenování jednotlivých jednotek soustavy LAU v úředním jazyce daného státu EU (a Švýcarska):
| Stát               | LAU 1                                                                | LAU 1 | LAU 2                                    | LAU 2   |
| ------------------ | -------------------------------------------------------------------- | ----- | ---------------------------------------- | ------- |
| Česko              | okresy                                                               | 76    | obce                                     | 6 259   |
| Belgie             | —                                                                    | 0     | Gemeente/Commune                         | 589     |
| Dánsko             | Komuna (Kommune)                                                     | 98    | Farnost                                  | 2148    |
| Estonsko           | Maakond                                                              | 15    | Vald/Linn                                | 241     |
| Finsko             | Seutukunnat / Ekonomiska regioner                                    | 82    | Kunnat / Kommuner                        | 446     |
| Francie            | —                                                                    | 0     | Commune                                  | 36 678  |
| Irsko              | Counties/County Boroughs                                             | 34    | DED/Ward                                 | 3 440   |
| Itálie             | —                                                                    | 0     | Comune                                   | 8 100   |
| Kypr               | Eparchies                                                            | 6     | Dimoi, koinotites                        | 614     |
| Litva              | savivaldybė                                                          | 60    | seniūnija                                | 515     |
| Lotyšsko           | Rajoni, republikas pilsētas                                          | 33    | Pilsētas, novadi, pagasti                | 536     |
| Lucembursko        | Cantons                                                              | 13    | Commune                                  | 118     |
| Malta              | Distretti                                                            | 6     | Kunsilli                                 | 68      |
| Maďarsko           | (Statisztikai) kistérségek                                           | 168   | Települések                              | 3 145   |
| Německo            | Verwaltungsgemeinschaften                                            | 539   | Gemeinde                                 | 13 176  |
| Nizozemsko         | —                                                                    | 0     | Gemeente                                 | 489     |
| Polsko             | powiaty                                                              | 379   | gminy                                    | 2 478   |
| Portugalsko        | Concelhos - Municípios                                               | 308   | Freguesia                                | 3 091   |
| Rakousko           | —                                                                    | 0     | Gemeinde                                 | 2 102   |
| Řecko              | Dimoi/Koinotites                                                     | 1 034 | Demotiko diamerisma/Koinotiko diamerisma | 6 130   |
| Slovensko          | okresy                                                               | 79    | obce                                     | 2 928   |
| Slovinsko          | Upravne enote                                                        | 58    | Občine                                   | 193     |
| Spojené království | Lower tier authorities (districts) or individual unitary authorities | 443   | Ward                                     | 10 679  |
| Španělsko          | —                                                                    | 0     | Municipio                                | 8 108   |
| Švédsko            | —                                                                    | 0     | Kommune                                  | 290     |
| Švýcarsko          | —                                                                    | 0     | Gemeinde                                 | 2 736   |
| EU-25              |                                                                      | 3 334 |                                          | 110 963 |